# Ejido San Nicolás el Oro
Ejido San Nicolás el Oro, även Agua Escondida, är en ort i kommunen El Oro i delstaten Mexiko i Mexiko. Samhället hade 633 invånare vid folkräkningen år 2020.